# Photograph (Weezer)
Photograph è il terzo singolo estratto dal terzo album della band statunitense Weezer, Weezer.
In Giappone il singolo uscì come primo estratto, anticipando l'uscita di Hash Pipe.

## Video
Il video di Photograph è noto per essere stato diretto e montato dal webmaster e amico della band, Karl Koch. 
Le scene, girate durante un tour in Giappone dei Weezer, vedono protagonisti i membri della band in diverse azioni, come giocare a calcio o andare sullo skateboard, o, ancora, suonare. Nonostante nelle canzoni la voce dei cori appartenga al vecchio bassista Mikey Welsh, nel video i versi sono cantati dal suo nuovo sostituto Scott Shriner.
In molti spettacoli dei Weezer del 2005, Photograph è stata cantata dal batterista Patrick Wilson mentre alla batteria si esibiva, sostituendolo, il leader Rivers Cuomo.

## Formazione
- Rivers Cuomo - voce e chitarra
- Brian Bell - chitarra
- Mikey Welsh - basso
- Patrick Wilson - batteria